# Kiwon

Schemat budowy i działania kiwona:
1. Silnik
2. Przeciwwaga
3. Ramię napędu
4. Ramię
5. Głowica
6. Drążek polerowany
7. Głowica szybu
8. Odprowadzenie urobku
9. Betonowe fundamenty
10. Obudowa szybu
11. Żerdź pompowa
12. Tuleja
13. Pompa
14. Zawory zwrotne
15. Pokład roponośny

Kiwon (inne nazwy żuraw pompowy, pompa żerdziowa, kiwak, konik) – pompa służąca do pompowania ropy naftowej ze złoża mającego niskie ciśnienie własne, instalowana przy wylocie otworu wiertniczego, z którego wydobywana jest ropa za pomocą pompy wgłębnej. 
Konstrukcja typowego kiwona składa się z belki fundamentowej, podpory i wahacza. Na jednym końcu wahacza umocowane są za pośrednictwem laski pompowej żerdzie napędzające pompę – na drugim transmisja, przekazująca ruch posuwisto-zwrotny z kieratu pompowego na tłok pompy.

## Galeria

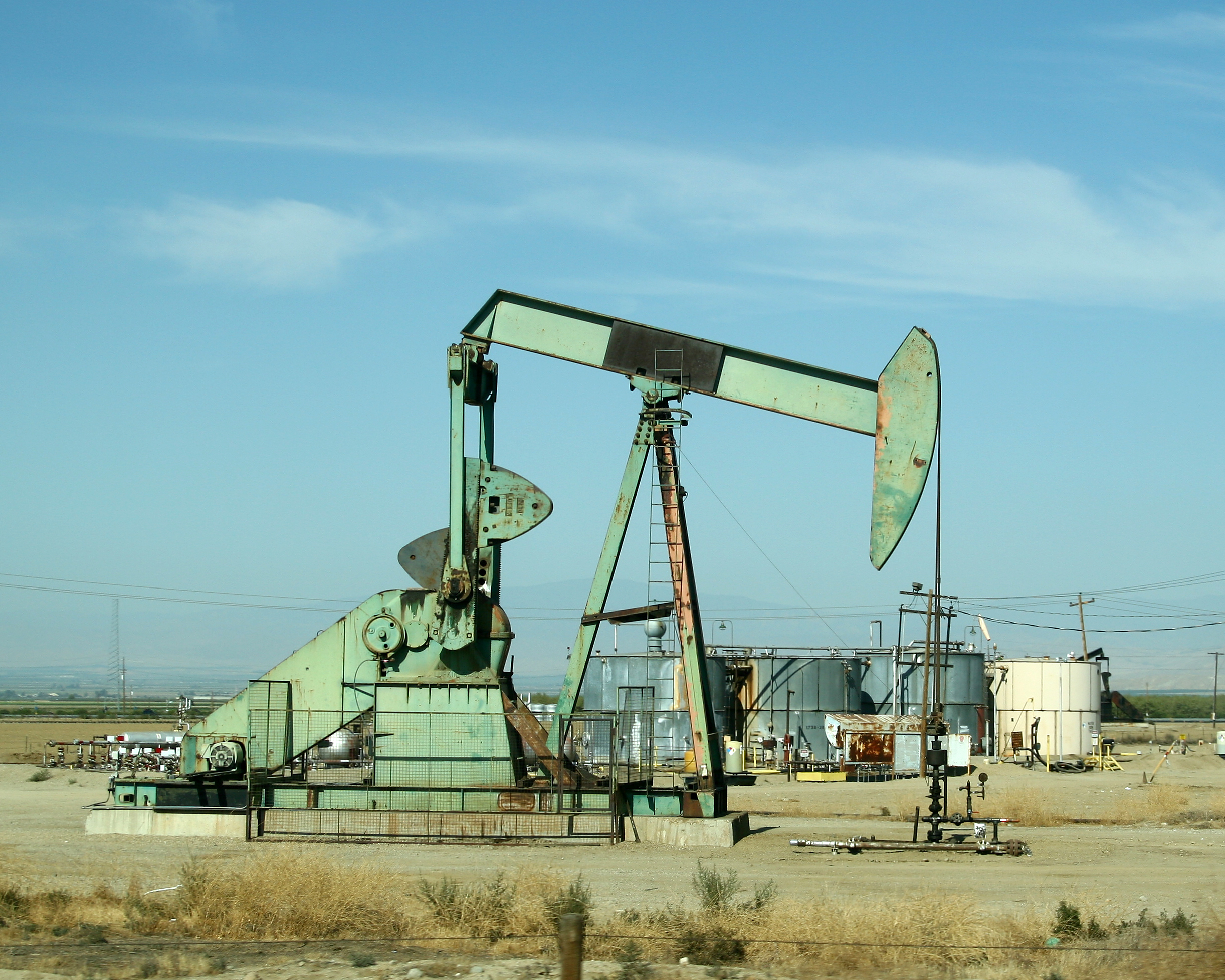
Kiwon w USA
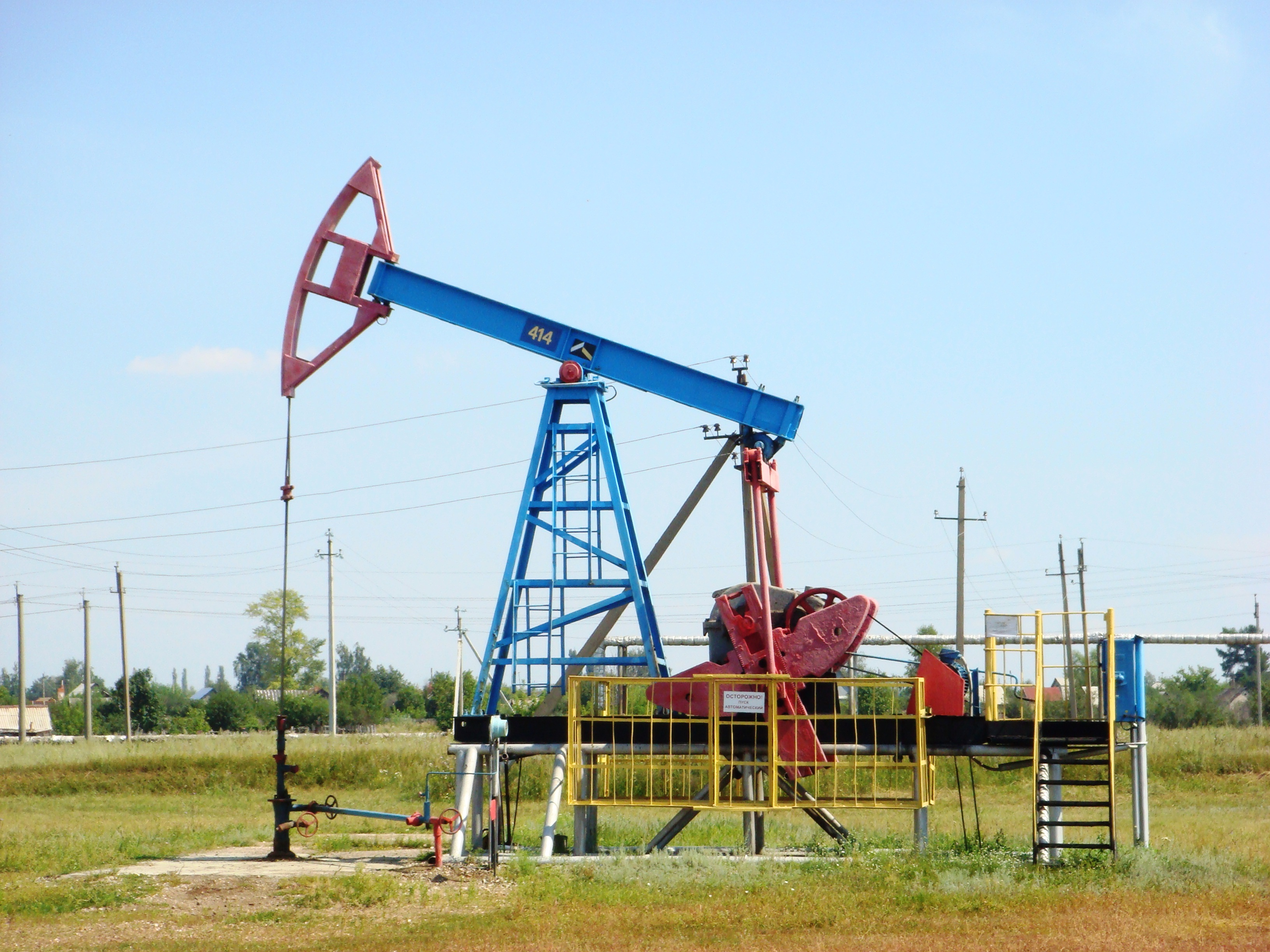
Kiwon w Rosji
Kiwon w Niemczech
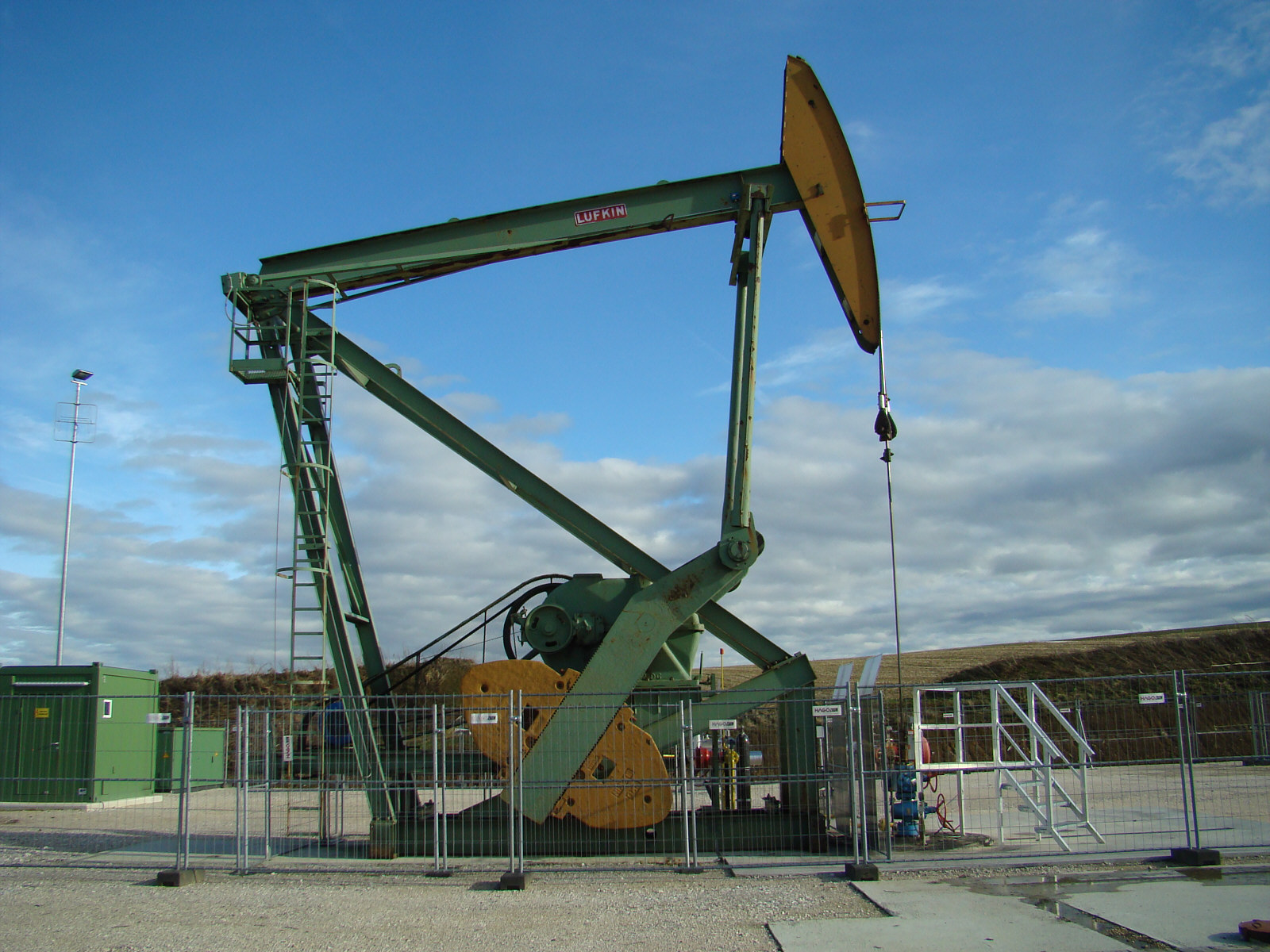
Kiwon w Austrii
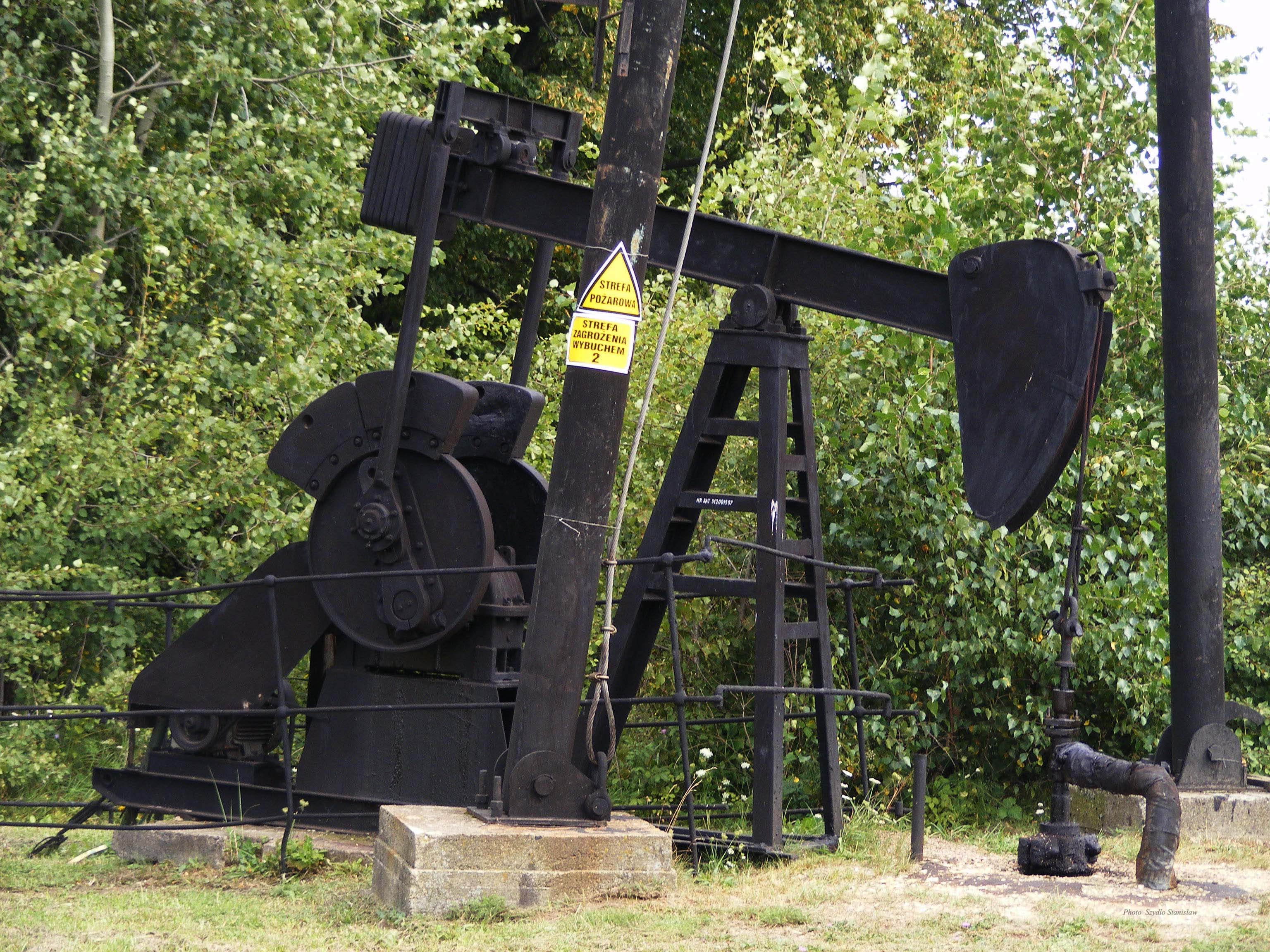
Kiwon w Polsce